# 灵山寺 (奥斯汀)
灵山寺位于美国德克萨斯州奥斯汀市，是一所由在美越南人开办的佛教寺庙。该寺庙受众以越南人为主，偶有华人、泰国人、柬埔寨人、斯里兰卡人、印度人以及其他族裔人士到访。